# Ant Group
Ant Group, voorheen bekend als Ant Financial Services Group, is een Chinese financiële technologiebedrijf en een dochteronderneming van Alibaba Group. Het werd opgericht in 2014 door Jack Ma en Eric Jing.
Ant Group begon als een betalingsdienst genaamd Alipay, gelanceerd in 2004 als reactie op de groeiende vraag naar online betalingen in China. In de loop der jaren heeft het bedrijf zijn diensten uitgebreid en is het uitgegroeid tot een van 's werelds grootste fintech-bedrijven.
Ant Group was oorspronkelijk een dochteronderneming van Alibaba Group, maar het scheidde zich af van Alibaba en werd een onafhankelijk bedrijf. Desondanks behoudt het sterke banden met Alibaba en de oprichter Jack Ma. Ant Group kondigde in 2020 een beursgang aan die wereldwijd veel aandacht trok. Echter, kort voor de geplande beursgang werden de beursnoteringen in Shanghai en Hong Kong opgeschort door de Chinese regelgevers, wat leidde tot een herbeoordeling van het bedrijf en zijn activiteiten.